# Tremezzo
Tremezzo é uma comuna italiana da região da Lombardia, província de Como, com cerca de 1.313 habitantes. Estende-se por uma área de 8 km², tendo uma densidade populacional de 164 hab/km². Faz fronteira com Bellagio, Grandola ed Uniti, Griante, Lenno, Lezzeno, Menaggio, Mezzegra.

## Demografia
| Variação demográfica do município entre 1861 e 2011                               |
|                                                                                   |
| Fonte: Istituto Nazionale di Statistica (ISTAT) - Elaboração gráfica da Wikipedia |

## Turismo
A Vila Carlotta é um palácio com um jardim no estilo italiano do século XVIII. Na vila estão expostos mobílias originais e várias obras de arte. O grande jardim paisagistico foi formado e planejado pelos sucessivos proprietários, como os Duques de Sachsen-Meiningen.
Faz parte da rede das Aldeias mais bonitas de Itália.